# Får (film)
Får er en dansk kortfilm fra 2009, der er instrueret af Frederikke Aspöck efter manuskript af hende selv og Christian Torpe.

## Handling
Et psykologisk kammerspil om Mogens og hans kone Bitten, som har besøg i sommerhuset af deres elskede datter og hendes nyfødte barn. Den lille familie har brug for en stille dag sammen, men da et vennepar kommer en dag for tidligt til Sankt Hans middag, sætter det gang i en kædereaktion. I midsommernatten afdækkes hemmelighederne, og skeletterne vælter ud af skabet.

## Medvirkende
- Vibeke Hastrup, Bitten
- Susanne Heinrich, Janne
- Søren Sætter-Lassen, Mogens
- Kitt Maiken Mortensen, Kira
- Peter Schrøder, Steen
- Nikolaj PapaDuke, Andrzej
- Sophie Jacobsen, Baby